# Orectochilus villosus
Orectochilus villosus är en skalbaggsart som först beskrevs av Müller 1776.  Orectochilus villosus ingår i släktet Orectochilus, och familjen virvelbaggar. Som artnamnet anger (villosus = hårig) skiljer den sig från övriga svenska virvelbaggar, som alla hör till släktet Gyrinus, genom att den har behåring på täckvingar och halssköld. Arten är reproducerande i Sverige.

## Bildgalleri

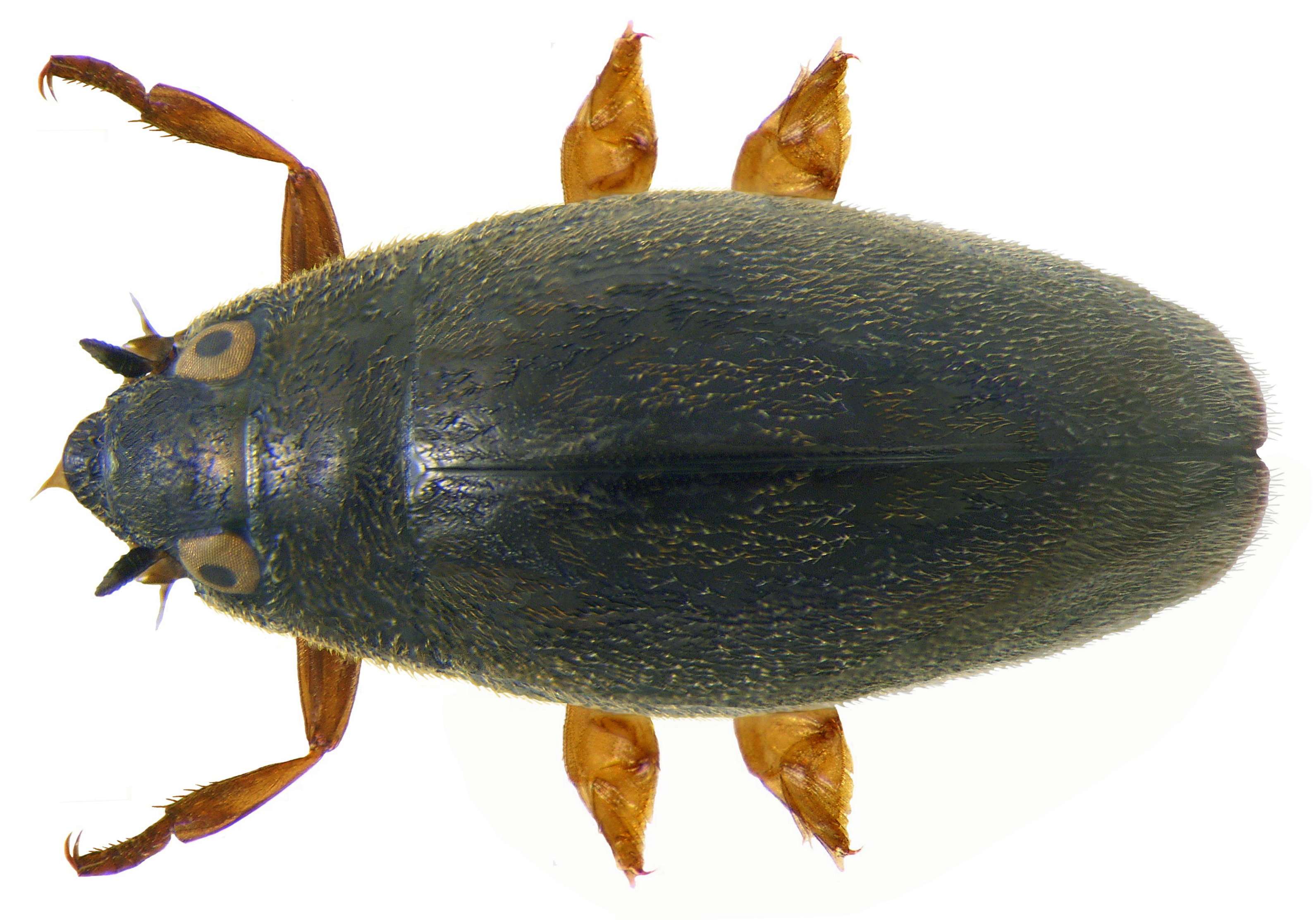
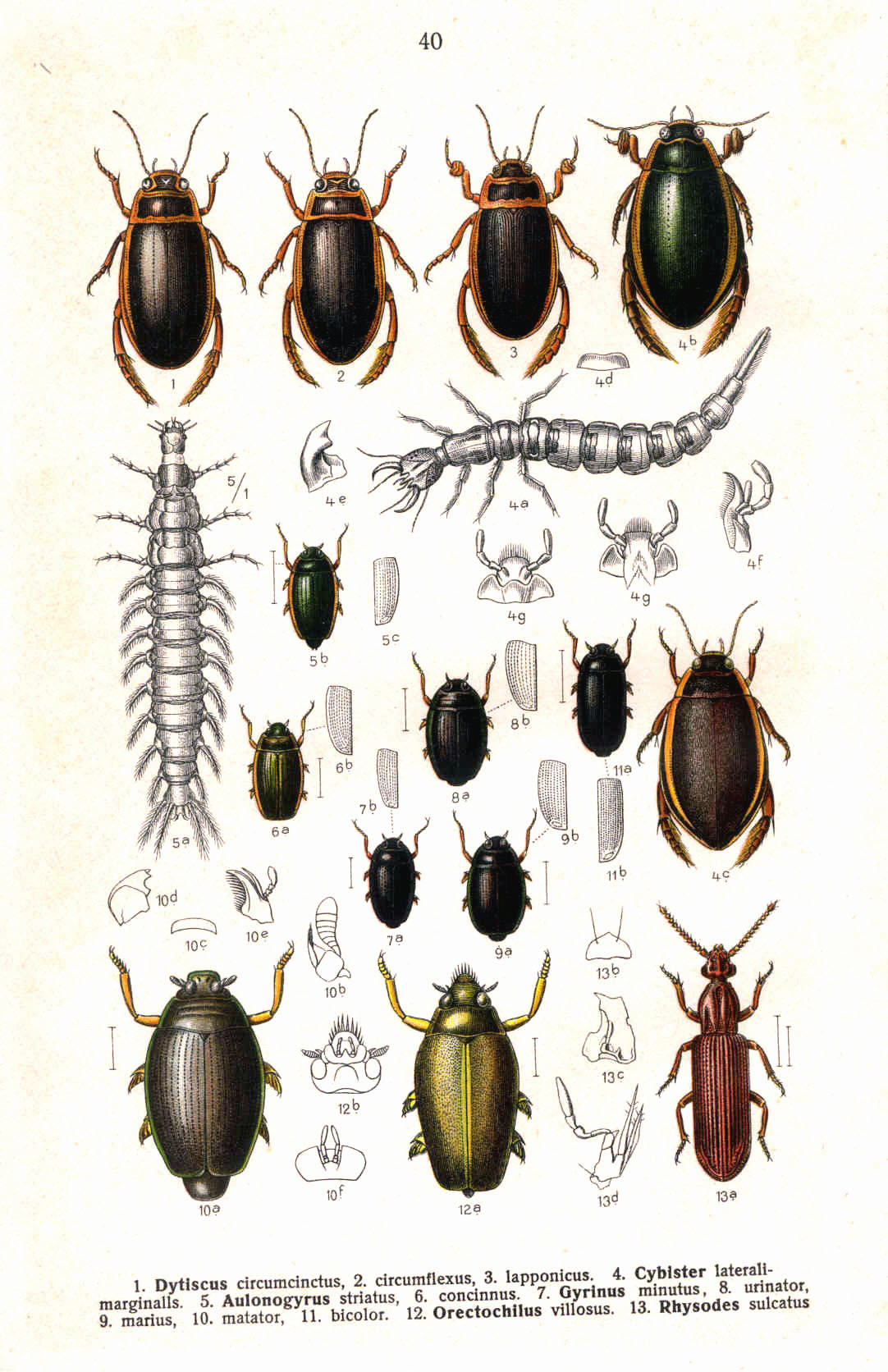
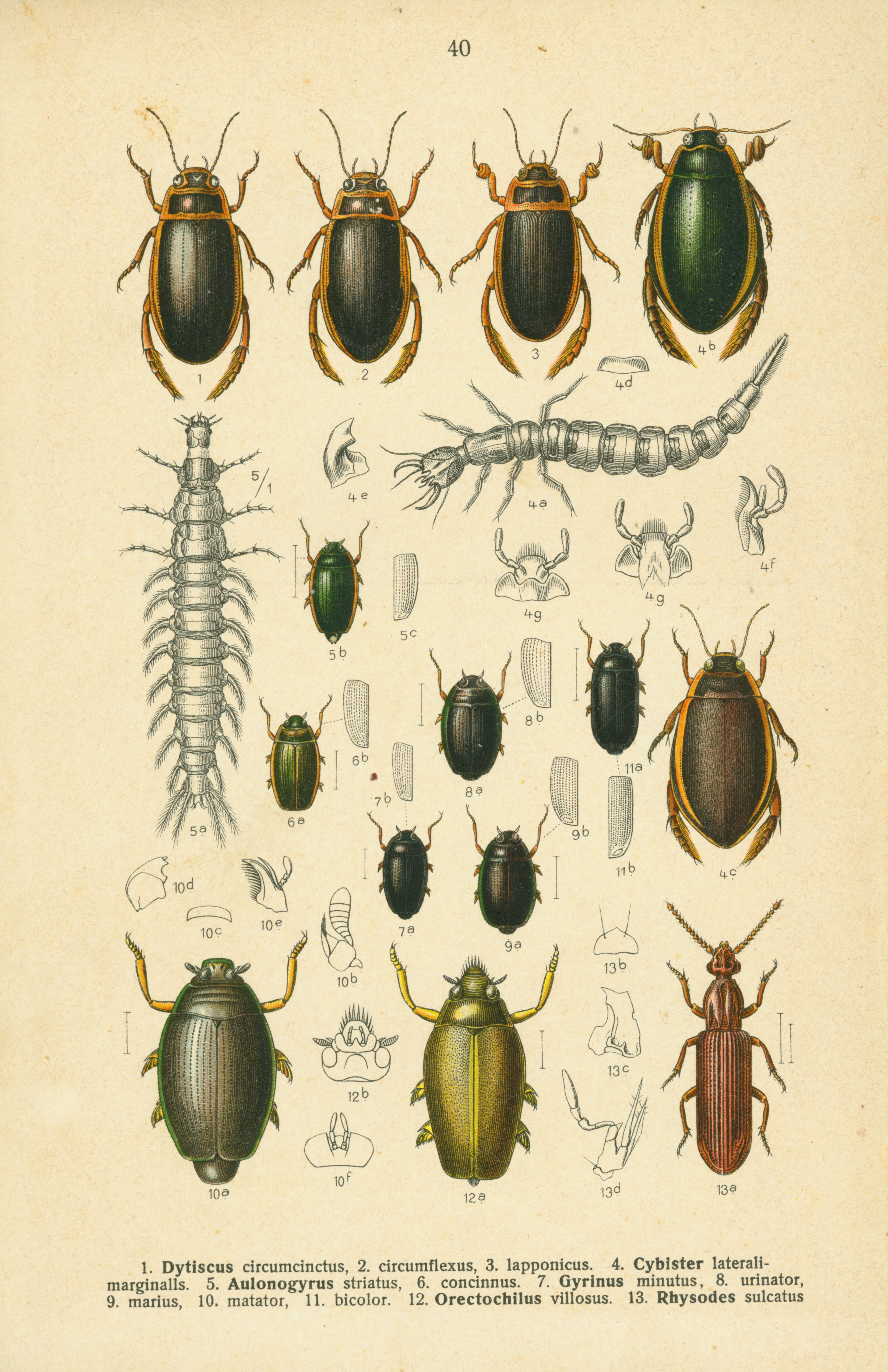